# Hector Berlioz
Hector Berlioz (La Côte-Saint-André, 11. prosinca 1803. – Pariz, 8. ožujka 1869.), francuski skladatelj.

## Život
Berlioz je kao i njegov otac želio biti liječnik, pa je prvo studirao medicinu. 1826. se premjestio na Conservatoire de Paris. 1830. je dobio Rimsku nagradu za kantatu "Sardanapale". Od 1839. je bio knjižničar u konzervatoriju.
Berlioz je prema svojim izvješćima bio jedan od prvih dirigenata koji je koristio metronom tijekom probe kao pomagalo.
Praizvedba njegovih djela mu je često zadavalo probleme, jer je za neka djela trebao do tisuću glazbenika i pjevača.
Berlioz je putovao nekoliko puta u Njemačku. Mnogi njemački glazbeni teoretičari su imali problem s objašnjavanjem Berlioza - "francuskog fenomena".
Odnos s Richardom Wagnerom je bio vrlo napet. Izgledalo je da su poštovali i javno i u pismima su kritizirali druge skladatelje poput Franza Liszta i Roberta Schumanna. Dok se Liszt ponašao diplomatski, Schumann je objavio je u "Neuen Zeitschrift für Musik" jedan tekst, u kojem naziva Berlioza "beskrajno dosadnim". Također se izrazio negativno prema "Fantastičnoj simfoniji" i rekao "Nigdje nije forma lijepa".
U svojim posljednjim godinama je pretrpio nepodnošljive bolove, koje su ga onesposobile. 1862. piše Ferradu: "Ja se žurim da sve konope presječem, i tako da uvijek mogu smrti reći: kada želiš". Na svojem posljednjem putovanju u Nicu je pretrpio dva srčana udara. Nakon dužeg odmora se vratio u Pariz, gdje je umro 8. ožujka 1869. godine. Kao član "Instituta de France" je pokopan na groblju Montmarte. Izvorni nadgrobni spomenik je zamijenjen monumentalnim nadgrobnim spomenikom.

## Djela

### Opere i dramatske legende
- 1826./1834. Les francs juges op.3 (opera u tri čina; mnogi dijelovi opere su izgubljeni)
- 1834./1838. Benvenuto Cellini op.23 (opera u tri čina)
- 1846. La damnation de Faust (Faustovo prokletstvo) op.24 (dramatska legenda u četiri čina)
- 1860. – 1862. Béatrice et Bénédict op.27 (komična opera u dva čina)
- 1856. – 1858. Les Troyens (Trojanci) op.29 (opera u pet činova)

### Orkestralna glazba (uvertire i simfonije)
Uvertire za orkestar: 
- 1826./1828. Waverly (velika uvertira)
- 1831. Intrada di Rob-Roy MacGregor
- 1831. Le Roi Lear op.4 (velika uvertira prema Shakespearovoj tragediji)
- 1843./1844. Le carnaval romain (Rimski karneval) op.9
- 1844. Le Corsaire op.21

Simfonije
- 1830. Symphonie fantastique (Fantastična simfonija) op.14 (epizode iz života jednog umjetnika u pet dijelova)
- 1831. Lélio ou le retour à la vie op.14b (melolog u šest dijelova; nastavak fantastične simfonije i attacca)
- 1834. Harold en Italie (Harold u Italiji) op.16 (simfonija u četiri djela i viola kao solistički instrument)
- 1839. Roméo et Juliette (Romeo i Julija) op.17 (dramatska simfonija sa solistima i zborom)

### Djela za puhačka glazbala
- 1840. Grande Symphonie funèbre et triomphale op.15 (za puhački orkestar) 
  1. Marche Funèbre
  2. Oraison Funèbre
  3. Apothéose

## Duhovna glazba
- 1824. Messe solennelle ,za soliste, zbor i orkestar
- 1837. Requiem (Grande Messe des morts) op.5 
  - 1. Requiem et Kyrie (Introït)
  - 2. Dies irae (Prose)
  - 3. Quid sum miser
  - 4. Rex tremendae
  - 5. Quaerens me
  - 6. Lacrimosa
  - 7. Offertoire
  - 8. Hostias
  - 9. Sanctus
  - 10. Agnus Dei
- 1848./1849. Te Deum (Himna) op.22
- 1850. La Fuite en Egypte i 1853./1854. L'Enfance du Christ, zajedno op.25